# Hans Krum

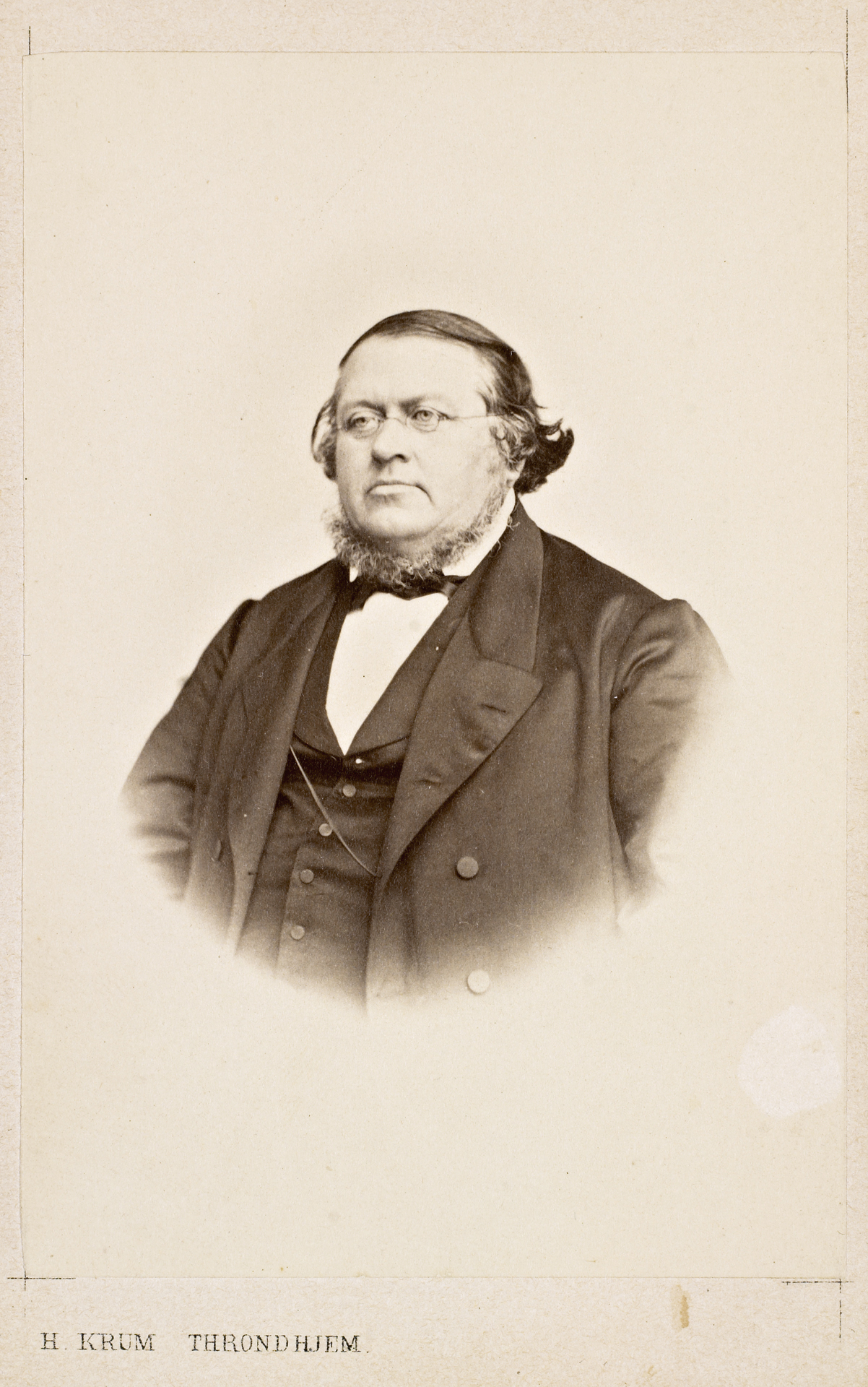
Hans Krum: Peter Christen Asbjørnsen (1812–1885)

Hans Krum (15. února 1818, Bergen – 3. října 1882, Trondheim) byl norský fotograf aktivní v druhé polovině 19. století.

## Životopis
Krum zůstal v zahraničí na několik let (hlavně v Kodani a v Německu) a naučil se praktikovat daguerrotypii. Započal fotografické podnikání ve velké Británii jako putovní daguerrotypista, asi roku 1851 a byl jedním z prvních, kdo fotografoval v Severním Norsku. Od roku 1852 fotografoval v Bergenu, kde byl krátkou dobu a spolupracoval s Carlem Christianem Wischmannem jako „Wischmann a Krum“. V roce 1853 začal fotografovat v Trondheimu a od roku 1854 se zde usadil. Jeho první studio bylo na adrese Munkhaugveita č. p. 3, předtím, než ho v roce 1865 přestěhoval do nových prostor na Nordre gate č. p. 6.
Archiv Hanse Kruma je k dispozici v univerzitní Knihovně v Trondheimu – Gunnerusbiblioteket.

## Galerie

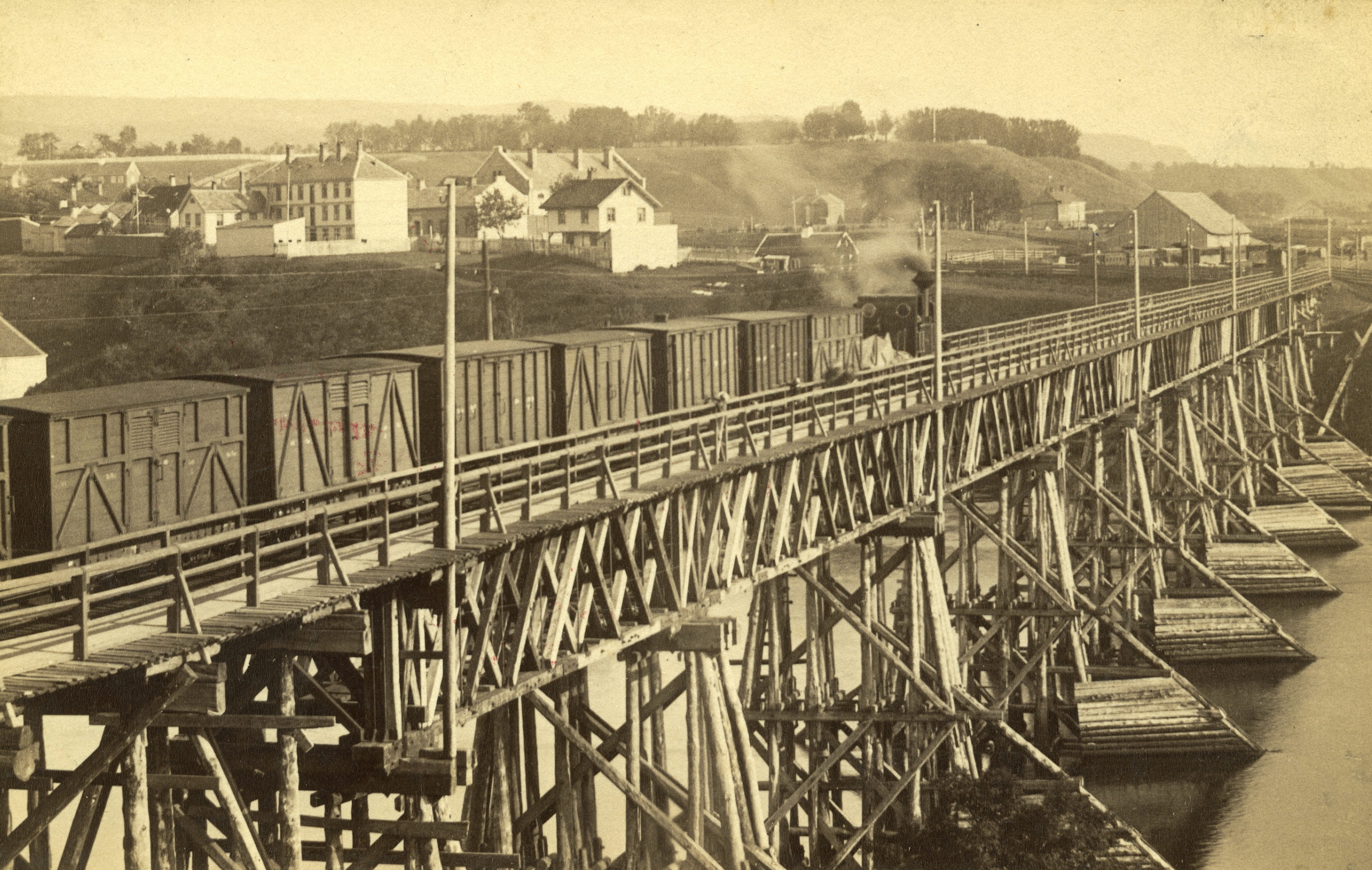
Elgeseterův most v letech 1864–1884
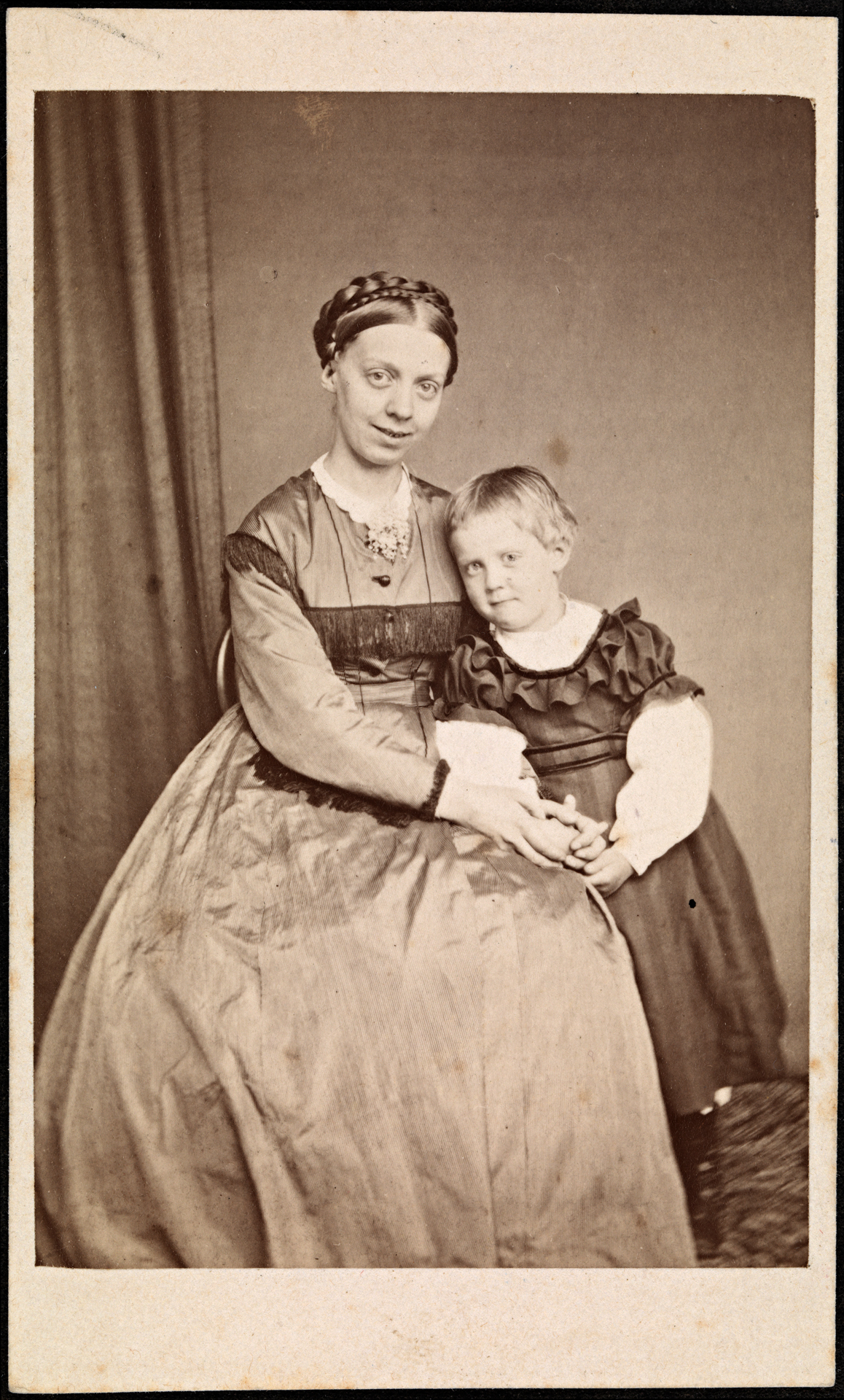
Fredrikke Qvam s dcerou Louise Gram Qvam, asi 1870
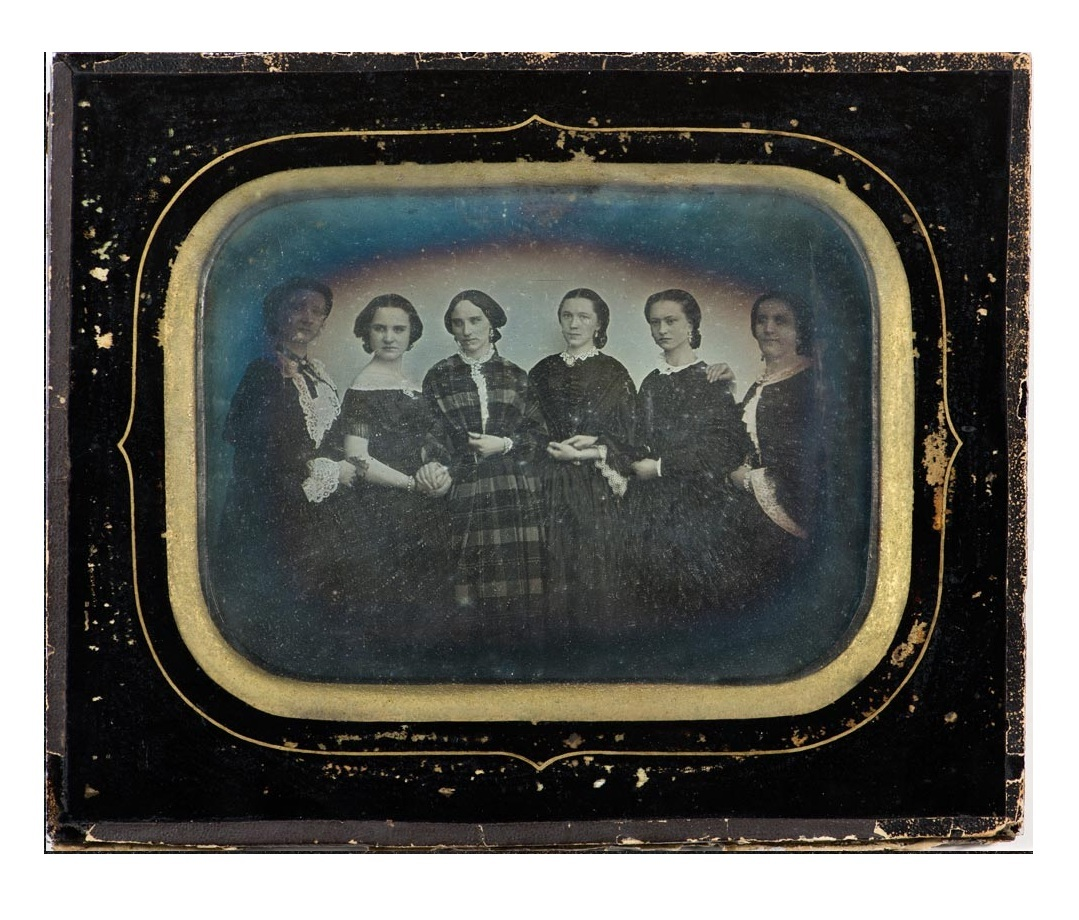
Hostující herečky Norského divadla v Trondheimu, 1854
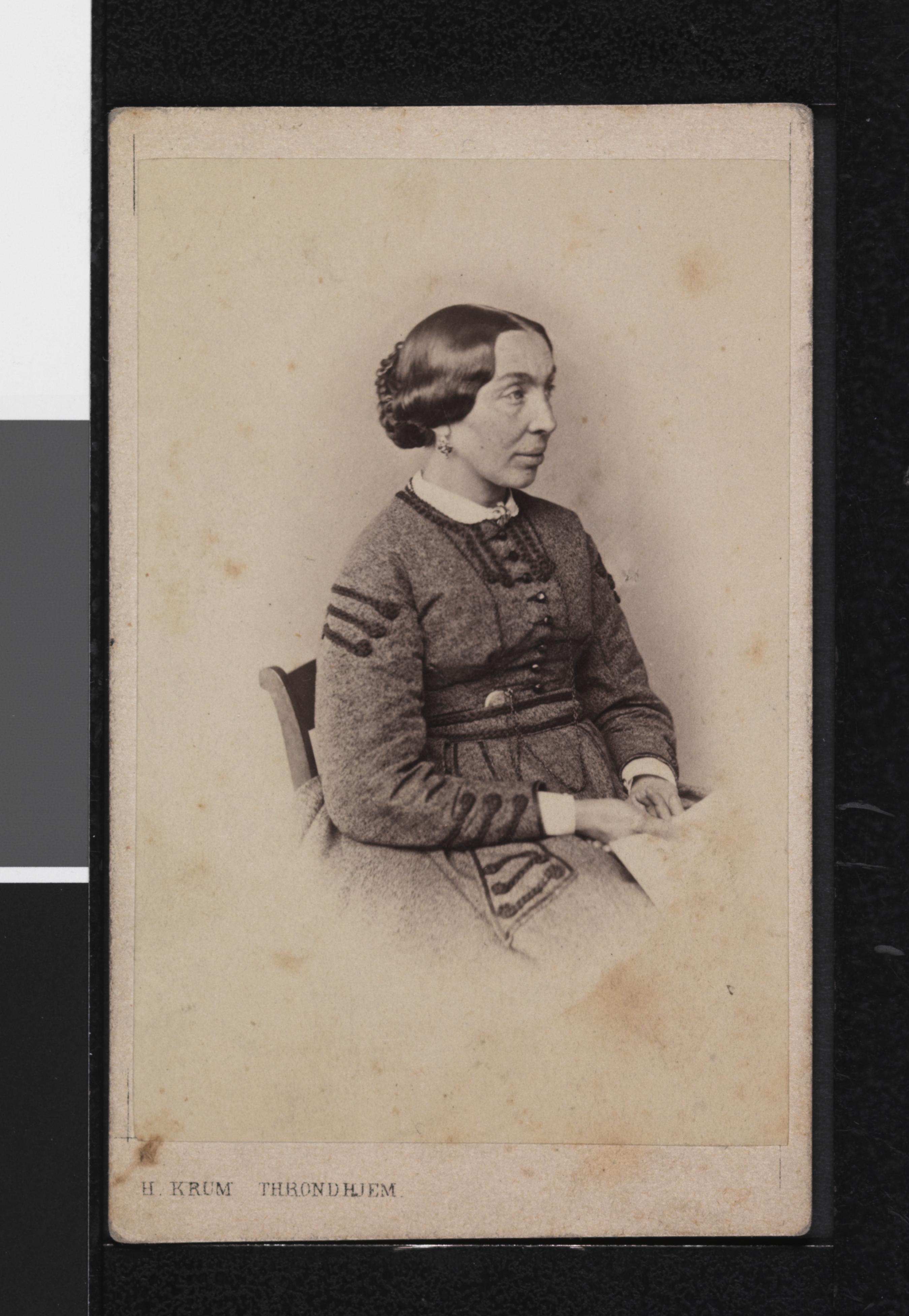
Portrét neznámé ženy
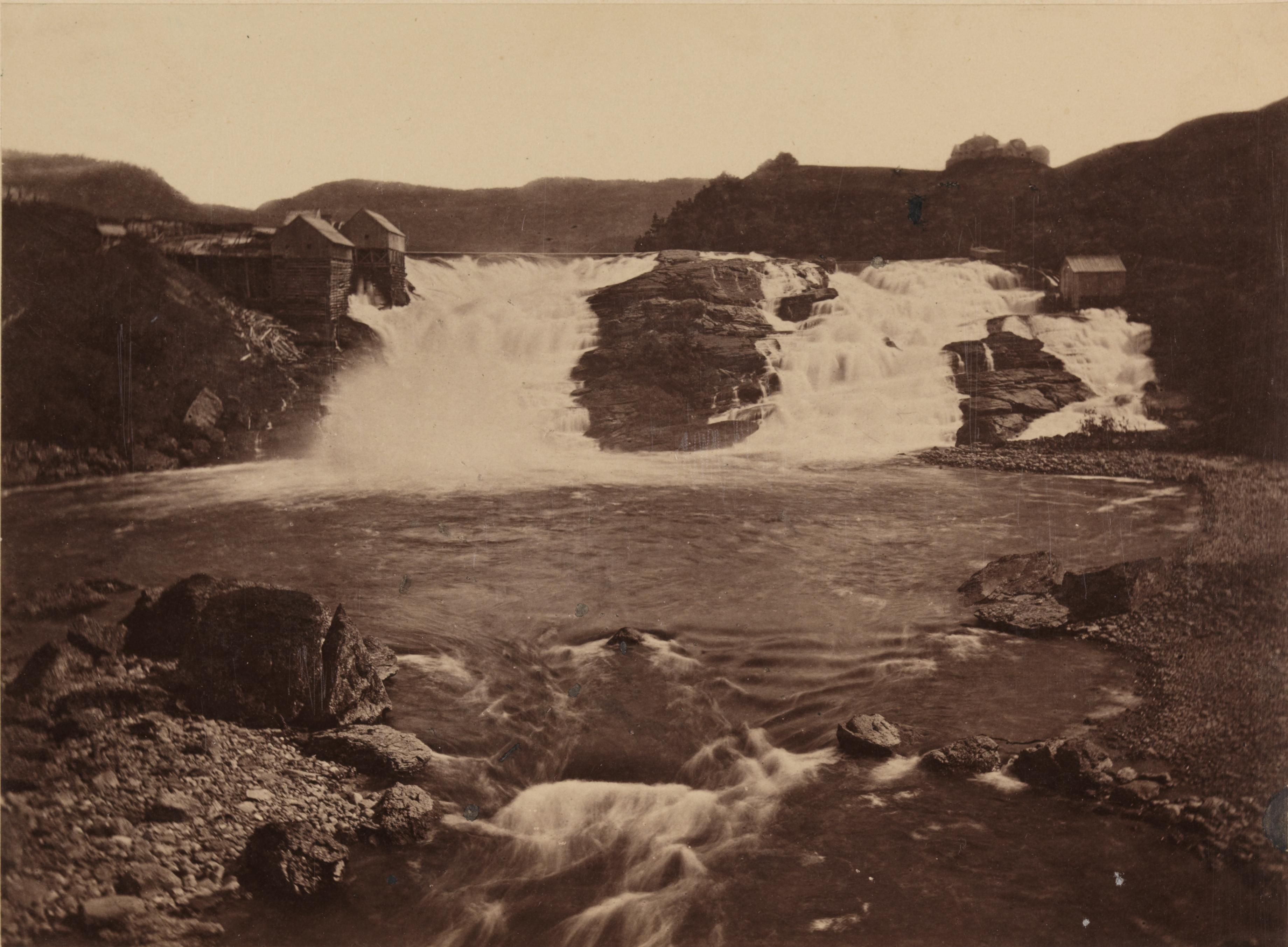
Øvre Leirfoss, Trondheim
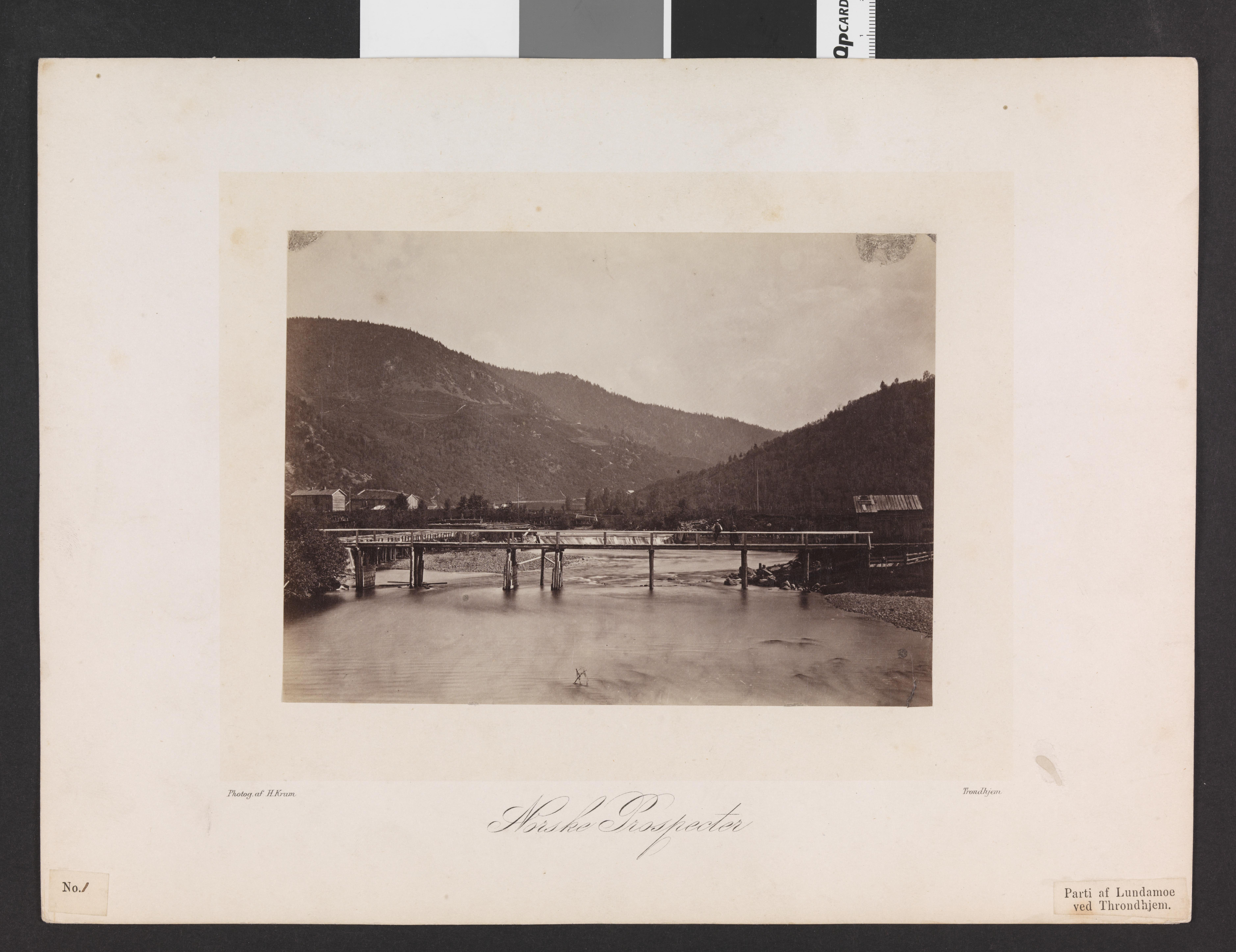
Parti af Lundamoe ved Throndhjem
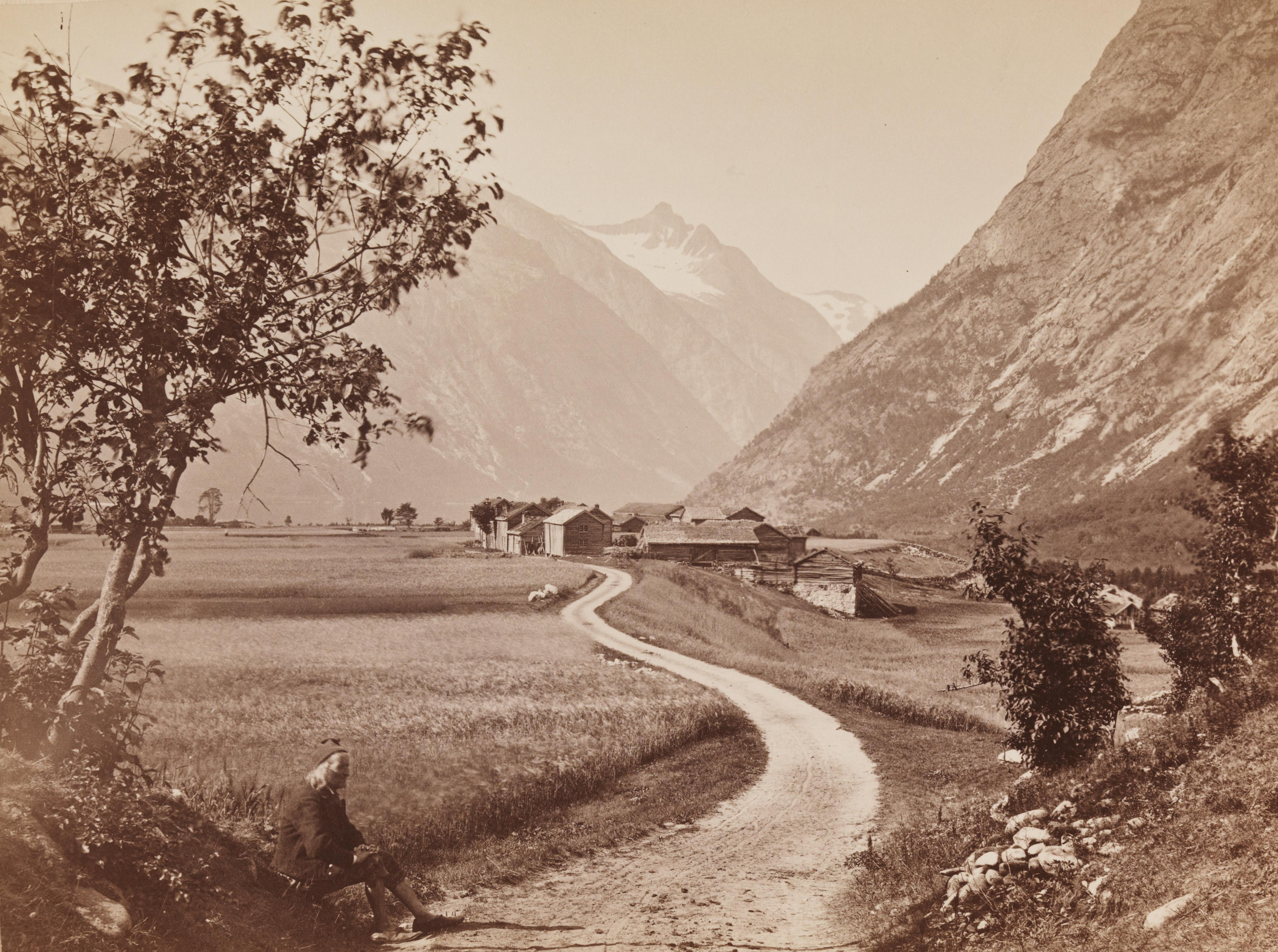
Parti af Romsdalen